# Romain Mahieu
Pour les articles homonymes, voir Mahieu.
Romain Mahieu, né le 17 février 1995 à Lille (Nord), est un coureur cycliste français, spécialiste du BMX.
Il est notamment champion du monde de BMX et lauréat de la Coupe du monde de BMX en 2023. Il est également médaillé de bronze aux Jeux olympiques de Paris en 2024.

## Biographie

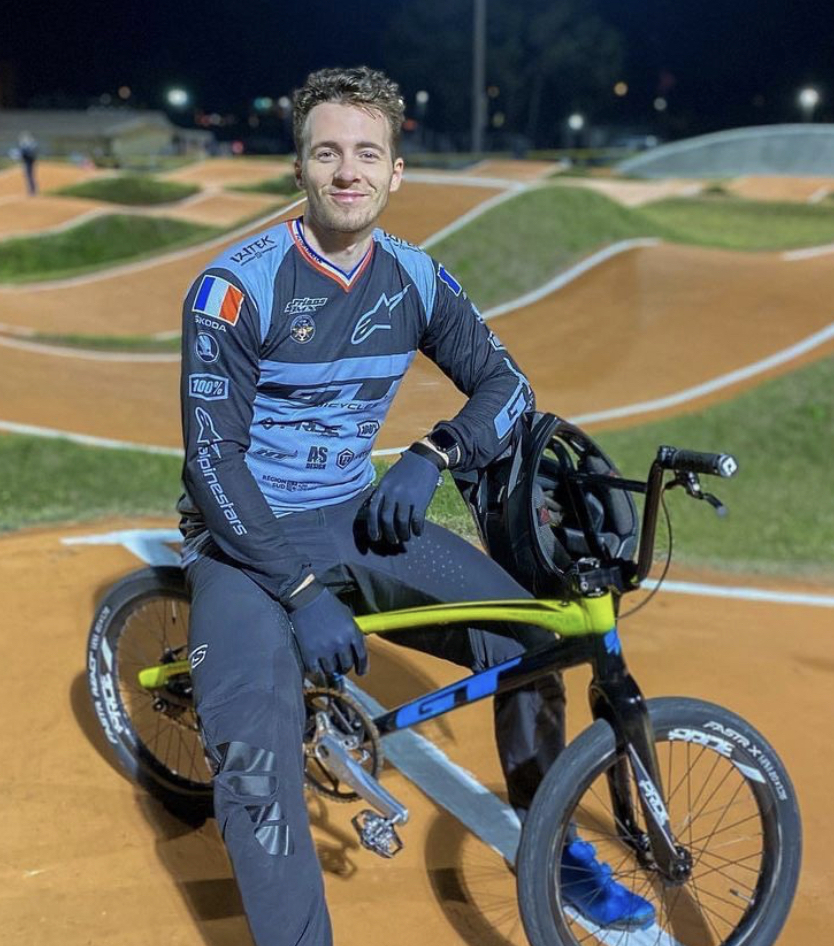
Romain Mahieu en 2021.

Né à Lille, Romain Mahieu découvre le BMX à l'âge de 4 ans et demi grâce à son père, passionné de moto-cross. Il est formé à Fleurbaix puis à Roncq,. Il pratique en club le BMX Race jusqu'à ses 14 ans. Il intègre ensuite le pôle espoir de Bourges puis le pôle olympique de Saint-Quentin-en-Yvelines au siège de la Fédération française de cyclisme.
Chez les juniors (moins de 19 ans), il devient champion de France en 2012 et 2013 et remporte deux fois le contre-la-montre aux championnats du monde. Il lui faut quelques années avant de pouvoir confirmer ses résultats chez les élites. En 2016, il remporte les championnats d'Europe du contre-la-montre et en 2017, il monte pour la première fois sur le podium d'une manche de Coupe du monde. En 2018, il décroche le titre de champion de France élites.
En 2019, il remporte le test event sur la piste olympique de Tokyo. Annoncé dans les favoris aux Jeux olympiques Tokyo, décalés en août 2021, il domine sa demi-finale, mais se classe seulement sixième de la  finale
En 2022, Mahieu remporte pour la première fois une victoire en Coupe du monde. 2023 est une année exceptionnelle pour lui : il gagne cinq des neuf manches  de la Coupe du monde et remporte logiquement le classement général devant Joris Daudet. Il devient champion du monde de BMX, devant deux autres français Arthur Pilard et Daudet, signant un triplé historique. 
En 2024, il gagne une nouvelle manche de Coupe du monde, puis remporte la médaille de bronze lors de la course olympique devant son public à Paris, derrière ses compatriotes Joris Daudet et Sylvain André.

## Vie privée
Depuis mars 2020, il est en couple avec l'Australienne Saya Sakakibara, championne olympique de BMX à Paris en 2024.

## Palmarès en BMX

### Jeux olympiques
- Tokyo 2021
  - 6e du BMX
- Paris 2024
  -  Médaillé de bronze du BMX

### Championnats du monde
- Birmingham 2012
  -  Champion du monde du contre-la-montre de BMX juniors
  - 9e du BMX juniors
- Auckland 2013
  -  Champion du monde du contre-la-montre de BMX juniors
  - 4e du BMX juniors
- Glasgow 2023
  -  Champion du monde de BMX

### Coupe du monde
- 2013 : 51e du classement général
- 2014 : 102e du classement général
- 2015 : 49e du classement général
- 2016 : 107e du classement général
- 2017 : 13e du classement général
- 2018 : 4e du classement général
- 2019 : 6e du classement général
- 2020 : 14e du classement général
- 2021 : 9e du classement général
- 2022 : 16e du classement général, vainqueur d'une manche
- 2023 : 1er du classement général, vainqueur de cinq manches
- 2024 : 12e du classement général, vainqueur d'une manche

### Championnats d'Europe
- 2011-2012
  -  Médaillé d'argent du BMX juniors
- Vérone 2016
  -  Champion d'Europe du contre-la-montre de BMX

### Coupe d'Europe
- 2019 : 7e du classement général

### Championnats de France
- 2012
  -  Champion de France de BMX juniors
- 2013
  -  Champion de France de BMX juniors
- 2018
  -  Champion de France de BMX
  -  Champion de France du contre-la-montre en BMX
- 2021
  - 3e du contre-la-montre en BMX
- 2022
  - 2e du contre-la-montre en BMX

## Décorations
- Chevalier de l'ordre national du Mérite (2024)[7]